# Heinrich Göbel

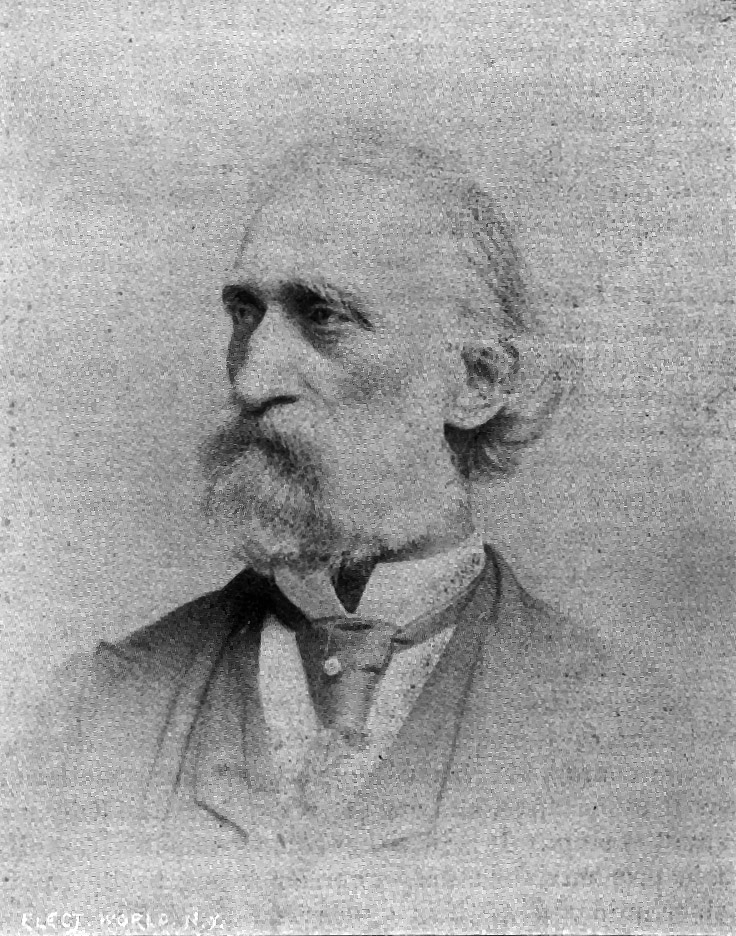
Heinrich Göbel (1893)

Heinrich Göbel (Springe, 20 april 1818 – New York, 4 december 1893) was een Duits fijnmechanicus. Nadat Edison zijn gloeilamp demonstreerde, beweerde Göbel dat hij de gloeilamp al eerder ontwikkeld had.
Göbel werd geboren in Springe in Duitsland. In 1837 begon hij daar een werkplaats voor mechanica en optica. In 1844 trouwde hij Sophie Lübke en in 1848 emigreerde hij naar de Verenigde Staten. In New York zette hij zijn werkplaats voort en ontwikkelde in 1854 de eerste gloeilamp, gemaakt met een gloeidraad van verkoolde bamboevezels in een bijna luchtledig barometerglas. Maar hij gebruikte een batterij omdat er nog geen generator voor elektrische stroom bestond. Zijn gloeilamp werd daardoor geen succes. Ook hadden deze experimentele lampen een beperkte levensduur. Hij vertoonde zijn vinding meer als een artiest aan het publiek in de straten van New York, dan als een geleerde. Göbels lamp kon naar verluidt 400 uur branden.
Toen Edison 25 jaar later zijn gloeilamp patenteerde, werd dat door Göbel voor de rechtbank bestreden door het experiment daar over te doen. In hetzelfde jaar overleed hij echter op 75-jarige leeftijd aan longontsteking. Göbel ligt begraven op Greenwood Cemetery aan 5th Avenue, New York.
- Gemeinsame Normdatei: 118695657
- Virtual International Authority File: 13101580
- WorldCat: E39PBJyxgpKgTvGbbJ9yxwDyVC